# 1583 Антилох
1583 Антилох (енгл. 1583 Antilochus) је Јупитеров тројански астероид са пречником од приближно 101,62 .
Афел астероида је на удаљености од 5,387 астрономских јединица (АЈ) од Сунца, а перихел на 4,839 АЈ.
Ексцентрицитет орбите износи 0,053, инклинација (нагиб) орбите у односу на раван еклиптике 28,542 степени, а орбитални период износи 4223,407 дана (11,563 годину).
Апсолутна магнитуда астероида је 8,58 а геометријски албедо 0,063.
Астероид је откривен 19. септембра 1950. године.